# Luigi Capello

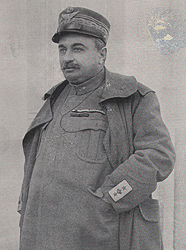
Luigi Capello (1918)

Luigi Attilio Capello (* 14. April 1859 in Intra; † 25. Juni 1941 in Rom) war ein italienischer General, der sich sowohl im Italienisch-Türkischen Krieg (1911–12) als auch im Ersten Weltkrieg auszeichnete. Nach dem Krieg trat Capello der Faschistischen Partei bei, aus der er 1923 wegen seiner Verbindungen zur Freimaurerei ausgeschlossen wurde. Später war er zusammen mit Tito Zaniboni an der Planung eines Attentats auf Benito Mussolini im Jahr 1925 beteiligt, wofür er 1927 zu dreißig Jahren Gefängnis verurteilt wurde. Er wurde 1936 nach neun Jahren Haft entlassen.

## Laufbahn
Capello wurde in Intra in relativer Armut geboren, da bot ihm der Wehrdienst die Chance zum sozialen Aufstieg. Er wurde 1878 zum Oberleutnant befördert und besuchte später die Kriegsschule. Capello wurde 1910 zum Oberst ernannt und führte während des Italienisch-Türkischen Kriegs eine eigene Brigade in Libyen. Während des Ersten Weltkriegs war Capello Befehlshaber mehrerer Armeekorps und führte die italienischen Truppen, die Gorizia  in der sechsten Isonzoschlacht einnahmen.
Im Juni 1917 erreichte er den Höhepunkt seiner militärischen Karriere, als er das Kommando über die Zweite Armee übernahm und das Banjšice-Plateau in der elften Isonzoschlacht einnahm. Später wurde er nach der italienischen Niederlage in der Schlacht von Caporetto (Oktober/November 1917) seines Kommandos enthoben. Es war ihm nicht gelungen, den Vormarsch der österreichisch-ungarischen Truppen (zu denen zum ersten Mal auch die von der Westfront entsandten deutschen Truppen gehörten) aufzuhalten, bevor er sich aus gesundheitlichen Gründen gezwungen sah, sein Kommando abzugeben. Capello wurde für die Niederlage verantwortlich gemacht und 1919 in den Ruhestand versetzt. Trotzdem hatte sich Capello für seine militärischen Leistungen im Krieg ein hohes Ansehen in der Bevölkerung erarbeitet und galt als moderner und fähiger Militär, der sich allerdings in der Führungsebene nicht nur Freunde gemacht hatte.
Capello gehörte später zu den ersten, die sich der faschistischen Bewegung Italiens anschlossen und im November 1921 führte er den Vorsitz auf dem Kongress in Rom und nahm im Oktober 1922 am Marsch auf Rom teil. Nach der Abstimmung des Großen Faschistischen Rates im Februar 1923, der die Mitgliedschaft im Faschismus und in der Freimaurerei für unvereinbar erklärte, entschied sich Capello jedoch für die Freimaurerei. Im Jahr 1924 verteidigte er den Sitz des Grande Oriente d’Italia, den Palazzo Giustiniani, gegen faschistische Angriffe. Capello wurde später in Turin verhaftet, weil er an der Organisation des gescheiterten Attentats von Tito Zaniboni auf Mussolini im Jahr 1925 beteiligt gewesen sein soll. Nach einem Schauprozess wurde er 1927 zu 30 Jahren Gefängnis verurteilt, kam aber im Januar 1936 wieder frei. Nach seiner Entlassung aus dem Gefängnis verbrachte er die letzten Jahre seines Lebens in Rom, wo er im Juni 1941 starb. Per Dekret erhielt er 1947 alle ihm verliehenen militärischen Orden zurück.

## Auszeichnungen
- Grande ufficiale dell’Ordine militare di Savoia (1916)[3]
- Cavaliere di gran croce dell’Ordine militare di Savoia (1917)[4]